# Příslop (Moravskoslezské Beskydy)
Příslop je 946 m vysoká hora tvořící součást Ropické rozsochy v severní části Moravskoslezských Beskyd. Nachází se na rozhraní kastastrů obcí Řeka a Morávka v okrese Frýdek-Místek. Na vrcholu se nachází geodetická triangulační tyč a lesnická cesta. Nenachází se zde žádná turistická chata, pouze na severovýchodním svahu je lyžařský vlek vedoucí z obce Řeka.
Jihovýchodní polovina hory je součástí přírodní rezervace Ropice.

## Přístup
- Hlavní hřebenová trasa: nedaleko vrcholu prochází červeně značená turistická trasa od chaty na Malé Prašivé (vzdálené 7 km) a Ropičky (vzdálené 1,5 km) ke Kolářově chatě Slavíč (vzdálené 10 km). Samotný vrchol Příslopu tato trasa míjí asi 80 m jihozápadně.
- Trasa z obce Řeka: od rozcestníku Řeka, střed po žluté turistické značce KČT na sedlo Pod Ropičkou, odtud po zelené trase k chatě Ropička, dále pokračovat po červeně značené hřebenové trase, která vede také přes horu Příslop.

- cyklostezka 6083 vedoucí z obce Komorní Lhotka do Třince-Karpentné (samotný vrchol míjí asi 80 m jihozápadně).